# Sean Pertwee
Sean Pertwee, né le 4 juin 1964 à Londres, est un acteur britannique.

## Biographie

### Vie privée
Il est le fils de l'acteur Jon Pertwee.

## Filmographie

### Cinéma
- 1987 : Prick Up Your Ears : L'ami des Orton
- 1993 : Swing Kids : Berger
- 1993 : Dirty Weekend : Le type calme
- 1994 : Shopping : Tommy
- 1995 : Blue Juice : J. C.
- 1997 : Event Horizon, le vaisseau de l'au-delà : Smith
- 1998 : La Malédiction de la momie : Bradley Cortèse
- 1998 : Soldier : Mace
- 2000 : Sept jours à vivre (Seven Days to Live) de Sebastian Niemann : Martin Shaw
- 2000 : Five Seconds to Spare : Piers
- 2000 : Gangsters, Sex & Karaoke (Love, Honour and Obey) : Sean
- 2001 : Le 51e État : Le détective Virgil Kane
- 2002 : Dog Soldiers : Le sergent Harry. G. Wells
- 2002 : Equilibrium : Le père
- 2005 : Greyfriars Bobby : Duncan Smithie
- 2005 : Goal! : Barry Rankin
- 2006 : Wilderness : Jed
- 2007 : Goal 2 : La Consécration : Barry Rankin
- 2007 : Dangerous Parking : Ray
- 2008 : Doomsday : Dr Talbot
- 2008 : The Mutant Chronicles : Le capitaine Nathan Rooker
- 2011 : Wild Bill : Jack
- 2012 : St George's Day : Proctor
- 2012 : UFO : Tramp
- 2012 : The Seasoning House : Goran
- 2012 : Vuosaari : Robert
- 2013 : The Magnificent Eleven : Pete
- 2013 : Alan Partridge: Alpha Papa : Steve Stubbs
- 2015 : Howl de Paul Hyett : Tony, le conducteur du train
- 2020 : Sorcière (The Reckoning) de Neil Marshall : juge John Moorcroft
- 2022 : Le Bal de l'Enfer (The Invitation) de Jessica M. Thompson

### Télévision
- 1989 : Hercule Poirot (saison 1, épisode 9 : "Le Roi de trèfle") : Ronnie Oglander
- 1993 : Les Aventures du jeune Indiana Jones (saison 2, épisode 3 : "Allemagne, mi-août 1916") : le Capitaine Heinz
- 1994 : Cadfael : Hugh Beringar
- 2003 : Jules César : Titus Labienus
- 2006 : Miss Marple, saison 2, épisode 2 La plume empoisonnée : Dr Owen Griffith
- 2008 : Skins (saison 2, épisode 6 : "Tony") : Soldat au visage brûlé dans le train / Simon, le maître de conférence
- 2010 : Luther : Terry Lynch
- 2011 : Camelot : Ector
- 2013 : Hercule Poirot (saison 13, épisode 3 : "Poirot joue le jeu") : Sir George Stubbs
- 2013 : Meurtres au paradis (saison 2, épisode 8 : Charité bien ordonnée) : Malcolm Powell
- 2013 : The Five(ish) Doctors Reboot : lui-même
- 2013 - 2014 : Elementary : L'inspecteur Lestrade
- 2014 - 2019 : Gotham : Alfred Pennyworth
- 2014 : The Musketeers : Sarazin
- 2019 : Prodigal Son (Saison 1, épisode 10) : Inspecteur Owen Shannon
- 2020 : Le Cheval pâle (mini-série) : L'inspecteur Stanley Lejeune
- 2023 : You : Vic (3 épisodes)